# Fofi Gennimata
Fotini "Fofi" Gennimata (grekiska: Φωτεινή "Φώφη" Γεννηματά), född 17 november 1964 i Aten, död 25 oktober 2021, var en grekisk politiker, sedan 2015 partiledare för det socialdemokratiska partiet PASOK.